# Rauhiella silvana
Rauhiella silvana é uma espécie de planta do gênero Rauhiella e da família Orchidaceae.

## Taxonomia
A espécie foi descrita em 1993 por Antonio Luiz Vieira Toscano.
O seguinte sinônimo já foi catalogado:  
- Rauhiella ornata  F.E.L.Miranda

## Forma de vida
É uma espécie epífita e herbácea.

## Descrição
| Flor                  | Flor             |
| --------------------- | ---------------- |
| forma da sépala       | linear à obovada |
| forma da pétala       | linear à obovada |
| cor da pétala         | esverdeada       |
| cor da base do labelo | amarelo          |
| forma do labelo       | arredondado      |

## Conservação
A espécie faz parte da Lista Vermelha das espécies ameaçadas do estado do Espírito Santo, no sudeste do Brasil. A lista foi publicada em 13 de junho de 2005 por intermédio do decreto estadual nº 1.499-R.

## Distribuição
A espécie é encontrada nos estados brasileiros de Bahia e Espírito Santo.
A espécie é encontrada no domínio fitogeográfico de Mata Atlântica, em regiões com vegetação de floresta ombrófila pluvial.